# 漢科維爾基山
16°46′20″S 67°31′53″W / 16.77222°S 67.53139°W
漢科維爾基山（Janq'u Willk'i），是玻利維亞的山峰，位於該國西部拉巴斯省的洛艾薩省，處於塔魯卡烏馬尼亞山和阿克霍馬山以北，屬於安第斯山脈中基姆薩克魯斯山脈的一部分，海拔高度4,800米。